# 萧锵
萧锵（469年—494年），字宣韶，南齐宗室，南兰陵兰陵人。齐高帝萧道成第七子。

## 生平
建元四年（482年），齐武帝即位，以萧锵为使持节、督雍梁南北秦四州、郢州之竟陵、司州之随郡军事、北中郎将、宁蛮校尉、雍州刺史。永明二年（484年），进号征虏将军。永明四年（486年），为左卫将军，迁侍中，领步兵校尉。永明七年（489年），转征虏将军，丹阳尹。不久加散骑常侍，进号抚军。出为江州刺史，常侍如故。永明九年（491年），始亲府、州事。加使持节、督江州诸军事、安南将军，置佐史，常侍如故。永明二年，省江州府，至此恢复。永明十一年（493年），为领军，常侍如故。
萧锵和悌美令，被兄长齐武帝宠信，授领军的待遇其他齐室诸王没有过。萧锵为官理事无壅，当时被称道。皇帝车驾游幸，常甲仗卫从，恩待仅次于豫章王萧嶷。永明十一年（493年），给油络车。隆昌元年（494年），转尚书右仆射，常侍如故。不久迁侍中、骠骑将军、开府仪同三司，领兵置佐。
萧锵雍容有人望，为皇帝萧昭业（武帝长孙）所依信。萧昭业心疑萧鸾，诸王问讯，只留下萧锵询问：“公闻鸾于法身何如？”萧锵说：“臣鸾于宗戚最长，且受寄先帝。臣等年皆尚少，朝廷之干，唯鸾一人，愿陛下无以为虑。”萧昭业对徐龙驹说：“我欲与公共计取鸾，公既不同，我不能独办，且复小听。”等到萧昭业被废，萧锵竟不知。
萧昭文延兴元年（494年），萧锵进位司徒，侍中、骠骑如故。萧鸾镇东府，权势很大，萧锵每次前往，萧鸾常屣履至车迎萧锵。谈到家国，言泪俱下，萧锵因此信任他。宫台内皆属意于萧锵，劝萧锵入宫发兵变辅政。制局监谢粲劝说萧锵及随王萧子隆：“殿下但乘油壁车入宫，出天子置朝堂，二王夹辅号令，粲等闭城门上仗，谁敢不同？东城人政共缚送萧令耳。”萧子隆想要定计，萧锵以上台兵力都归东府管理，犹豫不决。马队主刘巨是武帝旧臣，叩头劝萧锵起兵立事。萧锵又回大内与母陆太妃辞别，一天一夜不成行。几天后，萧鸾遣二千人围萧锵宅第杀害萧锵，谢粲等也被杀。萧锵时年二十六。

## 屬官

### 府佐
北中郎府（482年－484年）
- 張瑰，鄱陽王北中郎長史，行府事[2]

征虜府（484年－486年）
- 張瑰，鄱陽王征虜長史，行府事[2]
- 劉祥，鄱陽王征虜諮議參軍[3]
- 曹景宗，鄱陽王征虜中兵參軍[4]

安南府（491年－493年）
- 袁昂，鄱陽王安南長史[5]

### 國官
鄱陽王國（479年－494年）
- 王奐，鄱陽王師[6]
- 張岱，鄱陽王師[7]
- 蔡約，鄱陽王友[8]

## 家庭

### 母
- 陸修儀，齊高帝時拜脩儀，齊武帝時拜鄱陽國太妃。蕭鏘同母弟為晉熙王萧銶。

### 妻
- 彭城劉氏，劉勔之女，齊高帝時拜鄱陽王妃[9]。

### 子
蕭鏘有子，在蕭鏘被殺後被剝奪宗室屬籍。齊明帝於建武元年（494年）十月篡位，於十一月恢復蕭鏘之子的宗室屬籍，並封侯。

## 延伸阅读
[在维基数据编辑]
 《南齊書·卷35》，出自萧子显《南齊書》
 《南史/卷43》，出自李延壽《南史》